# ティムール・ダダバエフ
ティムール・ダダバエフ（ウズベク語: Timur Dadabaev / Тимур Дадабаев、1975年 - ）は、ウズベキスタン出身の研究者（2001年：国際関係学博士、立命館）。東京大学東洋文化研究所准教授、筑波大学人文社会系教授。専攻は中央アジア国際関係学。

## 略歴
- 1995年 ウズベキスタン外務省付属世界経済外交大学卒業（国際関係学）
- 1998年 立命館大学大学院国際関係研究科前期課程修了（国際関係学修士号、文部省奨学生）
- 2001年 立命館大学大学院国際関係研究科後期課程修了（国際関係学博士号、文部省奨学生）
- 2001年 国際連合教育科学文化機関小渕恵三基金フェロー
- 2002年 日本学術振興会外国人特別研究員（国立民族学博物館）
- 2003年 ケンブリッジ大学中央アジア研究委員会短期客員研究員
- 2004年 国際連合大学秋野豊基金フェロー
- 2004年 国立民族学博物館共同研究員
- 2004年 東京大学東洋文化研究所助教授
- 2006年 オクスフォード大学イスラム研究センター（OCIS）、アル・ブハーリー（Al-Bukhari）フェロー。
- 2006年 ケンブリッジ大学Developmental Studies客員研究員
- 2006年 東京大学東洋文化研究所客員助教授
- 2006年 筑波大学人文社会科学研究科国際政治経済専攻助教授
- 2007年 東京大学東洋文化研究所客員准教授
- 2007年 筑波大学人文社会科学研究科国際政治経済専攻准教授
- 2018年 筑波大学人文社会科学研究科国際政治経済専攻教授

## 受賞歴
- 2003年 第19回佐藤栄作賞最優秀賞
- 2009年 ユネスコ創立60周年記念メダル ユネスコ（国際連合教育文化科学機関)
- 2015年 筑波大学若手教員奨励賞
- 2016年 筑波大学BEST FACULTY MEMBER 賞 研究と教育分野
- 2017年 第32回地域研究奨励賞（大同生命国際文化基金）
- 2018年 筑波大学学長表彰
- 2021年 シルクロード賞（Acta via Serica学会、Keimyung大学、韓国)

## 単著
- Decolonizing Central Asian International Relations Beyond Empires,2021年12月,London/NY: Routledge.

- Transcontinental Silk Road Strategies Transcontinental Silk Road Strategies: Comparing China, Japan and South Korea in Uzbekistan,2019年7月,London/NY: Routledge. Routledge (ISBN: 9780429262821)

- Chinese, Japanese and Korean In-roads into Central Asia: Comparative Analysis of the Economic Cooperation Road Maps for Uzbekistan, Policy Studies Series 78, Honolulu: East West Center, 80 pp. 2019年5月Honolulu: East West Center  (ISBN: 9780866382854)

- Japan in Central Asia: Strategies, Initiatives, and Neighboring Powers,2016年

- Identity and Memory in Post-Soviet Central Asia: Uzbekistan's Post-Soviet Past,2015年London/NY: Routledge, Taylor and Francis

- 『中央アジアの国際関係』2014年、東京大学出版会

- 『記憶の中のソ連―中央アジアの人々の生きた社会主義時代』、2010年、筑波大学出版会）

- 『社会主義後のウズベキスタン―変わる国と揺れる人々の心 (アジアを見る眼』、2008年、アジア経済研究所）

- 『マハッラの実像ー中央アジア社会の伝統と変容』（2006年、東京大学出版会）

- Towards Post-Soviet Central Asian Regional Integration: A Scheme for Transitional States（2004年、明石書店）

## 共著・共編
- The Grass is Always Greener?: Unpacking Uzbek Migration to Japan, NY: Palgrave Macmillan 2022

- Social Capital Construction and Governance in Central Asia: Communities and NGOs in post-Soviet Uzbekistan (NY: Palgrave Macmillan 2017)

- Kazakhstan, Kyrgyzstan, and Uzbekistan: Life and Politics during the Soviet Era (with Hisao Komatsu)(NY: Palgrave Macmillan 2017)

- Human Beliefs and Values in Striding Asia:East Asia in Focus-Country Profiles,Thematic Analyses,and Sourcebook Based on the AsiaBarometer Survey of 2004  (with Takashi Inoguchi, Shigeto Sonoda and Akihiko Tanaka eds.,), (Tokyo: Akashi Shoten, 2006)

- 『アジア・バロメーター都市部の価値観と生活スタイル――アジア世論調査（2003）の分析と資料』（猪口孝・ミゲル・バサネズ・田中明彦）（明石書店, 2005年）

- Values and Life Styles in Urban Asia: A Cross-Cultural Analysis and Sourcebook Based on the AsiaBarometer Survey of 2003'' (with Takashi Inoguchi, Migel Basanez and Akihiko Tanaka eds.,), (Mexico: Siglo, 2005)